# Bilbana

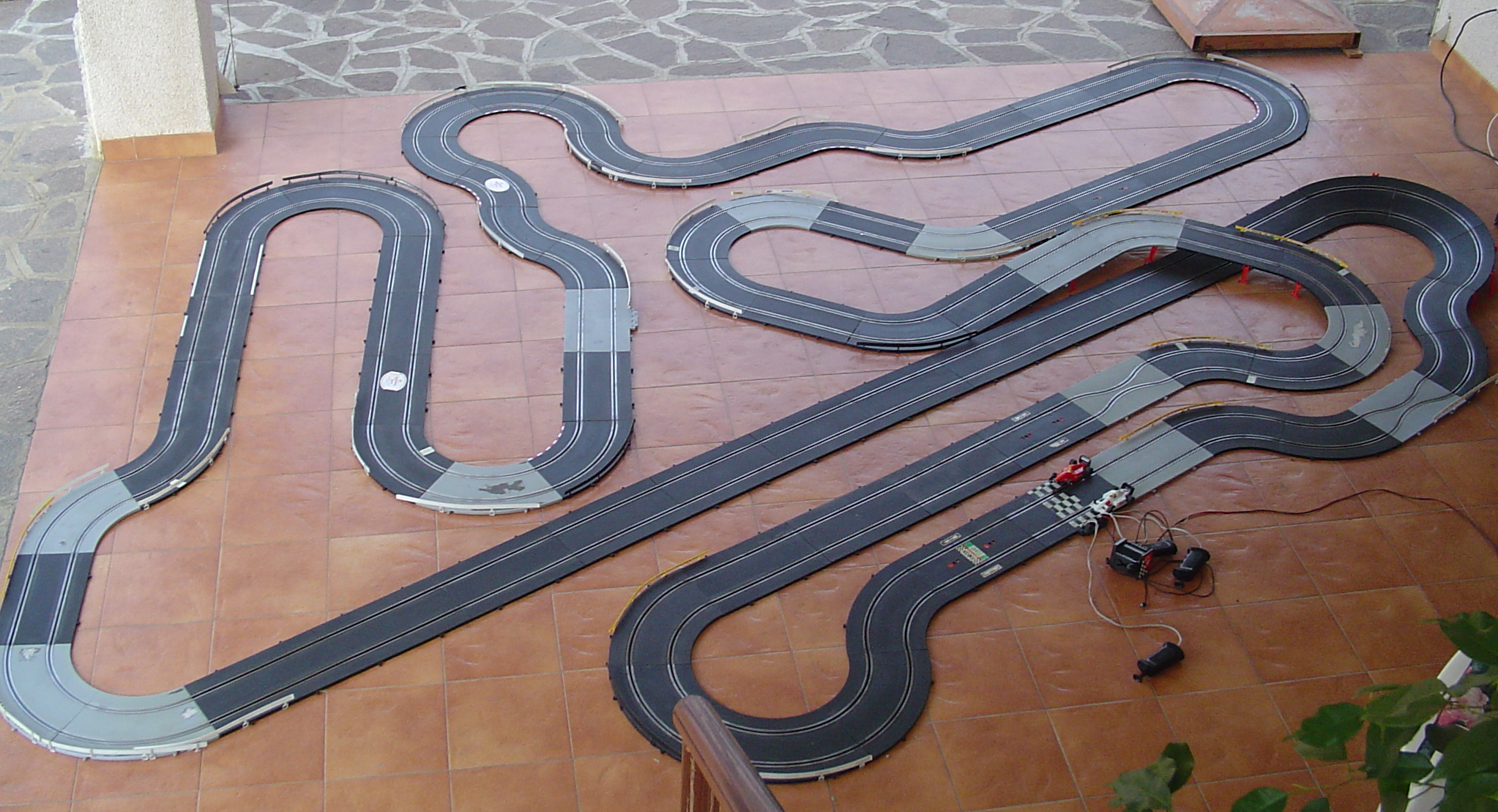
Komplett bilbana

En bilbana är en modell av en racerbana som används som leksak eller för tävlingsändamål. På den kör man elektriskt drivna modellbilar som styrs med fjärrkontroll och får strömtillförsel från spår i banan.
Bilbanor byggs oftast upp av banmoduler av olika form, till en sluten bana.
Bilbana kan också avse en matta med mönster av ett samhälle med vägar, avsedd att använda vid lek med leksaksbilar. En sådan matta saknar styrning och drivning av bilarna.